# Raniero Panzieri
Raniero Panzieri (Roma, 14 febbraio 1921 – Torino, 9 ottobre 1964) è stato un sociologo, traduttore, saggista e politico italiano, considerato uno dei fondatori del marxismo operaista, sebbene non ne abbia condiviso i successivi sviluppi teorici e politici.

## Biografia
Nato e cresciuto a Roma in una famiglia ebraica, figlio di Alfredo Panzieri e di Ines Musatti, negli anni cinquanta fu l'iniziatore di un nuovo filone di pensiero comunista non stalinista, che influenzò molte delle idee della Nuova Sinistra italiana degli anni sessanta, in cui si affermava l'autonomia politica ed organizzativa della classe operaia rispetto ai partiti politici ed agli stessi organi dello Stato.
Fu dirigente del PSI in Sicilia ed a Roma.
Diresse la rivista Mondoperaio del PSI negli anni cinquanta e, in questo periodo, tradusse il secondo volume de Il Capitale di Marx; il 33º Congresso, tenutosi a Napoli nel gennaio 1959, portò «inevitabilmente all’allontanamento di Panzieri dalla condirezione fino al suo successivo, graduale, abbandono dello stesso PSI».
Si trasferì poi a Torino, dove assieme ad un gruppo di giovani intellettuali e sindacalisti iniziò un lavoro di ricerca ed inchiesta sociali sulle condizioni di lavoro nelle fabbriche del torinese. In opposizione al dogmatismo del Partito Comunista Italiano sviluppò, primo in Italia, una critica del carattere non neutrale dello sviluppo tecnologico nel capitalismo ed una analisi aggiornata di quel che fu definito il "neocapitalismo" italiano del dopoguerra.
Fu collaboratore della casa editrice Einaudi di Torino, con cui stabilì, dal 1959, un rapporto di lavoro stabile fino al suo licenziamento, nel 1963, insieme a Renato Solmi, poiché favorevoli alla pubblicazione del libro di Goffredo Fofi L'immigrazione meridionale a Torino e ritenuti perciò non più funzionali alle scelte produttive e culturali della casa editrice. 
Fondò la rivista Quaderni Rossi, con altri, tra cui Mario Tronti, il quale si separò nel 1963, fondando la rivista Classe operaia. I motivi della divergenza tra Panzieri e Tronti si collocarono su due piani: uno d'ordine teorico, che vide il dissenso di Panzieri rispetto alla concezione di Tronti che la classe operaia fosse un soggetto immediatamente rivoluzionario, ed uno d'ordine pratico, poiché, per Panzieri, i tempi non erano maturi per una traduzione materiale dell'attività politica della redazione dei Quaderni Rossi.
Gli scritti che caratterizzano maggiormente il suo pensiero sono:
- Sette tesi sulla questione del controllo operaio, febbraio 1958 su Mondoperaio
- Sull'uso capitalistico delle macchine nel neocapitalismo, Quaderni Rossi n. 1
- Uso socialista dell'inchiesta operaia, trascrizione di un intervento di Panzieri ad un seminario, pubblicato postumo su Quaderni Rossi, n. 5

Morì a Torino il 9 ottobre del 1964.

## Opere
- La ripresa del marxismo-leninismo in Italia, a cura di D. Lanzardo, Sapere, Milano 1972;
- La crisi del movimento operaio. Scritti interventi lettere, 1956-1960, a cura di D. Lanzardo - G. Pirelli, Lampugnani Nigri, Milano 1973;
- Lotte operaie nello sviluppo capitalistico, a cura di S. Mancini, Einaudi, Torino 1976;
- L’alternativa socialista: scritti scelti 1944-1956, a cura di S. Merli, Einaudi, Torino 1982;
- Dopo Stalin: una stagione della sinistra 1956-1959, a cura di S. Merli, Venezia 1986;
- Spontaneità e organizzazione: gli anni dei Quaderni rossi, 1959-1964, a cura di S. Merli, BFS Edizioni, Pisa 1994;